# Tống sử
| Nhị thập tứ sử | Nhị thập tứ sử | Nhị thập tứ sử              | Nhị thập tứ sử |
| -------------- | -------------- | --------------------------- | -------------- |
| STT            | Tên sách       | Tác giả                     | Số quyển       |
| 1              | Sử ký          | Tư Mã Thiên                 | 130            |
| 2              | Hán thư        | Ban Cố                      | 100            |
| 3              | Hậu Hán thư    | Phạm Diệp                   | 120            |
| 4              | Tam quốc chí   | Trần Thọ                    | 65             |
| 5              | Tấn thư        | Phòng Huyền Linh (chủ biên) | 130            |
| 6              | Tống thư       | Thẩm Ước                    | 100            |
| 7              | Nam Tề thư     | Tiêu Tử Hiển                | 59             |
| 8              | Lương thư      | Diêu Tư Liêm                | 56             |
| 9              | Trần thư       | Diêu Tư Liêm                | 36             |
| 10             | Ngụy thư       | Ngụy Thâu                   | 114            |
| 11             | Bắc Tề thư     | Lý Bách Dược                | 50             |
| 12             | Chu thư        | Lệnh Hồ Đức Phân (chủ biên) | 50             |
| 13             | Tùy thư        | Ngụy Trưng (chủ biên)       | 85             |
| 14             | Nam sử         | Lý Diên Thọ                 | 80             |
| 15             | Bắc sử         | Lý Diên Thọ                 | 100            |
| 16             | Cựu Đường thư  | Lưu Hú (chủ biên)           | 200            |
| 17             | Tân Đường thư  | Âu Dương Tu, Tống Kỳ        | 225            |
| 18             | Cựu Ngũ Đại sử | Tiết Cư Chính (chủ biên)    | 150            |
| 19             | Tân Ngũ Đại sử | Âu Dương Tu (chủ biên)      | 74             |
| 20             | Tống sử        | Thoát Thoát (chủ biên)      | 496            |
| 21             | Liêu sử        | Thoát Thoát (chủ biên)      | 116            |
| 22             | Kim sử         | Thoát Thoát (chủ biên)      | 135            |
| 23             | Nguyên sử      | Tống Liêm (chủ biên)        | 210            |
| 24             | Minh sử        | Trương Đình Ngọc (chủ biên) | 332            |
| -              | Tân Nguyên sử  | Kha Thiệu Mân (chủ biên)    | 257            |
| -              | Thanh sử cảo   | Triệu Nhĩ Tốn (chủ biên)    | 529            |

Tống sử (chữ Hán: 宋史) là một bộ sách lịch sử trong Nhị thập tứ sử của Trung Hoa.  Sách này kể lịch sử thời nhà Tống, tức là Bắc Tống và Nam Tống; được viết xong vào năm 1345 và do Thoát Thoát thời Nguyên biên soạn.
Thời đầu nhà Nguyên, Nguyên Thế Tổ Hốt Tất Liệt đã hạ chiếu cho tu Tống sử song thể lệ và niên hiệu không thống nhất. Tháng 3 năm Chí Chính thứ 3 (1343) thời Nguyên Huệ Tông, triều đình đã hạ lệnh tu Liêu, Tống, Kim tam sử. Thiết Mộc Nhi Tháp Thức, Hạ Duy Nhất, Trương Khởi Nham, Âu Dương Huyền cùng bảy người khác nhậm chức tổng tài quan, ngoài ra còn có sự tham gia của các sử quan Oát Ngọc Luân Đồ, Thái Bất Hoa, Vu Văn Truyền, Cống Sư Đạo, Dư Khuyết, Cổ Lỗ, Nguy Tố cùng 23 người khác. Tháng 5 năm Chí Chính thứ 4 (1344), Thoát Thoát từ chức, trung thư hữu thừa tướng A Đồ Lỗ kế nhiệm, A Đồ Lỗ tuy mang danh là đô tổng tài song lại không am hiểu Hán tự. Tháng 10 năm Chí Chính thứ 5 (1345), thì thành thư, việc hoàn thành chỉ có hai năm rưỡi. Đến năm Chí Chính thứ 6 (1346), Tống sử được khan khắc tại Giang Chiết hành tỉnh.

## Khái niệm chủ yếu
- "Tình vân thu nguyệt" (Mây tạnh, trăng thu): Tống sử, truyện Văn Đồng (文同傳): Tình vân thu nguyệt, trần ai bất đáo ( 晴雲秋月、塵埃不到), nghĩa là "trong sạch như mây tạnh, như trăng thu; bụi bặm chẳng tới".

## Nội dung
Toàn thư bao gồm: Bản kỉ (47 quyển), chí (162 quyển), biểu (32 quyển), liệt truyện (255 quyển), tổng cộng có tới 496 quyển. Vì thế, Tống sử là bộ sử lớn nhất trong Nhị thập tứ sử.

### Bản kỉ
- Bản kỷ 1 - Thái Tổ nhất
- Bản kỷ 2 – Thái Tổ nhị
- Bản kỷ 3 – Thái Tổ tam
- Bản kỷ 4 – Thái Tông nhất
- Bản kỷ 5 – Thái Tông nhị
- Bản kỷ 6 – Chân Tông nhất
- Bản kỷ 7 – Chân Tông nhị
- Bản kỷ 8 – Chân Tông tam
- Bản kỷ 9 – Nhân Tông nhất
- Bản kỷ 10 – Nhân Tông nhị
- Bản kỷ 11 – Nhân Tông tam
- Bản kỷ 12 – Nhân Tông tứ
- Bản kỷ 13 – Anh Tông
- Bản kỷ 14 - Thần Tông nhất
- Bản kỷ 15 – Thần Tông nhị
- Bản kỷ 16 – Thần Tông tam
- Bản kỷ 17 – Triết Tông nhất
- Bản kỷ 18 – Triết Tông nhị
- Bản kỷ 19 – Huy Tông nhất
- Bản kỷ 20 – Huy Tông nhị
- Bản kỷ 21 – Huy Tông tam
- Bản kỷ 22 – Huy Tông tứ
- Bản kỷ 23 – Khâm Tông
- Bản kỷ 24 – Cao Tông nhất
- Bản kỷ 25 – Cao Tông nhị
- Bản kỷ 26 – Cao Tông tam
- Bản kỷ 27 – Cao Tông tứ
- Bản kỷ 30 – Cao Tông thất
- Bản kỷ 31 – Cao Tông bát
- Bản kỷ 28 – Cao Tông ngũ
- Bản kỷ 29 – Cao Tông lục
- Bản kỷ 32 – Cao Tông cửu
- Bản kỷ 33 – Hiếu Tông nhất
- Bản kỷ 34 – Hiếu Tông nhị
- Bản kỷ 35 - Hiếu Tông tam
- Bản kỷ 36 – Quang Tông
- Bản kỷ 37 – Ninh Tông nhất
- Bản kỷ 38 – Ninh Tông nhị
- Bản kỷ 39 – Ninh Tông tam
- Bản kỷ 40 – Ninh Tông tứ
- Bản kỷ 41 - Lý Tông nhất
- Bản kỷ 42 - Lý Tông nhị
- Bản kỷ 43 - Lý Tông tam
- Bản kỷ 44 – Lý Tông tứ
- Bản kỷ 45 – Lý Tông ngũ
- Bản kỷ 46 – Độ Tông
- Bản kỷ 47 - Doanh Quốc công, Kiến Quốc công, Vĩnh Quốc công

### Chí
- Chí 1 – Thiên văn nhất
- Chí 2 – Thiên văn nhị
- Chí 3 – Thiên văn tam
- Chí 4 – Thiên văn tứ
- Chí 5 – Thiên văn ngũ
- Chí 6 – Thiên văn lục
- Chí 7 – Thiên văn thất
- Chí 8 – Thiên văn bát
- Chí 9 – Thiên văn cửu
- Chí 10 – Thiên văn thập
- Chí 11 – Thiên văn thập nhất
- Chí 12 – Thiên văn thập nhị
- Chí 13 – Thiên văn thập tam
- Chí 14 – Ngũ hành nhất thượng
- Chí 15 – Ngũ hành nhất hạ
- Chí 16 – Ngũ hành nhị thượng
- Chí 17 – Ngũ hành nhị hạ
- Chí 18 – Ngũ hành tam
- Chí 19 – Ngũ hành tứ
- Chí 20 – Ngũ hành ngũ
- Chí 21 – Luật lịch nhất
- Chí 22 – Luật lịch nhị
- Chí 23 – Luật lịch tam
- Chí 24 – Luật lịch tứ
- Chí 25 – Luật lịch ngũ
- Chí 26 – Luật lịch lục
- Chí 27 – Luật lịch thất
- Chí 28 – Luật lịch bát
- Chí 29 – Luật lịch cửu
- Chí 30 – Luật lịch thập
- Chí 31 – Luật lịch thập nhất
- Chí 32 – Kỉ nguyên lịch
- Chí 33 – Kỉ nguyên lịch
- Chí 34 – Luật lịch thập tứ
- Chí 35 – Luật lịch thập ngũ
- Chí 36 – Luật lịch thập lục
- Chí 37 – Luật lịch thập thất
- Chí 38 – Địa lý nhất
- Chí 39 – Địa lý nhị
- Chí 40 – Địa lý tam
- Chí 41 – Địa lý tứ
- Chí 42 – Địa lý ngũ
- Chí 43 – Địa lý lục
- Chí 44 - Hà cừ nhất
- Chí 45 - Hà cừ nhị
- Chí 46 - Hà cừ tam
- Chí 47 - Hà cừ tứ
- Chí 48 - Hà cừ ngũ
- Chí 49 - Hà cừ lục
- Chí 50 - Hà cừ thất
- Chí 51 – Lễ nhất
- Chí 52 – Lễ nhị
- Chí 53 – Lễ tam
- Chí 54 – Lễ tứ
- Chí 55 – Lễ ngũ
- Chí 56 - Lễ lục
- Chí 57 - Lễ thất
- Chí 58 - Lễ bát
- Chí 59 - Lễ cửu
- Chí 60 - Lễ thập
- Chí 61 - Lễ thập nhất
- Chí 62 - Lễ thập nhị
- Chí 63 - Lễ thập tam
- Chí 64 - Lễ thập tứ
- Chí 65 - Lễ thập ngũ
- Chí 66 - Lễ thập lục
- Chí 67 - Lễ thập thất
- Chí 68 - Lễ thập bát
- Chí 69 - Lễ thập cửu
- Chí 70 - Lễ nhị thập nhất
- Chí 71 - Lễ nhị thập nhị
- Chí 72 - Lễ nhị thập tam
- Chí 73 - Lễ nhị thập tứ
- Chí 74 - Lễ nhị thập ngũ
- Chí 75 - Lễ nhị thập lục
- Chí 76 - Lễ nhị thập thất
- Chí 77 - Lễ nhị thập bát
- Chí 78 - Lễ nhị thập cửu
- Chí 79 – Nhạc nhất
- Chí 80 - Nhạc nhị
- Chí 81 - Nhạc tam
- Chí 82 - Nhạc tứ
- Chí 83 - Nhạc ngũ
- Chí 84 - Nhạc lục
- Chí 85 - Nhạc thất
- Chí 86 - Nhạc bát
- Chí 87 - Nhạc cửu
- Chí 88 - Nhạc thập
- Chí 89 - Nhạc thập nhất
- Chí 90 - Nhạc thập nhị
- Chí 91 - Nhạc thập tam
- Chí 92 - Nhạc thập tứ
- Chí 93 - Nhạc thập ngũ
- Chí 94 - Nhạc thập lục
- Chí 95 - Nhạc thập thất
- Chí 96 – Nghi vệ nhất
- Chí 97 - Nghi vệ nhị
- Chí 98 - Nghi vệ tam
- Chí 99 - Nghi vệ tứ
- Chí 100 - Nghi vệ ngũ
- Chí 101 - Nghi vệ lục
- Chí 102 - Dư phục nhất
- Chí 103 - Dư phục nhị
- Chí 104 - Dư phục tam
- Chí 105 - Dư phục tứ
- Chí 106 - Dư phục ngũ
- Chí 107 - Dư phục lục
- Chí 108 – Tuyển cử nhất
- Chí 109 - Tuyển cử nhị
- Chí 110 - Tuyển cử tam
- Chí 111 - Tuyển cử tứ
- Chí 112 - Tuyển cử ngũ
- Chí 113 - Tuyển cử lục
- Chí 114 – Chức quan nhất
- Chí 115 - Chức quan nhị
- Chí 116 - Chức quan tam
- Chí 117 - Chức quan tứ
- Chí 118 - Chức quan ngũ
- Chí 119 - Chức quan lục
- Chí 120 - Chức quan thất
- Chí 121 - Chức quan bát
- Chí 122 - Chức quan cửu
- Chí 123 - Chức quan thập
- Chí 124 - Chức quan thập nhất
- Chí 125 - Chức quan thập nhị
- Chí 126 - Thực hóa thượng nhất
- Chí 127 - Thực hóa thượng nhị
- Chí 128 - Thực hóa thượng tam
- Chí 129 - Thực hóa thượng tứ
- Chí 130 - Thực hóa thượng ngũ
- Chí 131 - Thực hóa thượng lục
- Chí 132 - Thực hóa hạ nhất
- Chí 133 - Thực hóa hạ nhị
- Chí 134 - Thực hóa hạ tam
- Chí 135 - Thực hóa hạ tứ
- Chí 136 - Thực hóa hạ ngũ
- Chí 137 - Thực hóa hạ lục
- Chí 138 - Thực hóa hạ thất
- Chí 139 - Thực hóa hạ bát
- Chí 140 – Binh nhất
- Chí 141 - Binh nhị
- Chí 142 - Binh tam
- Chí 143 - Binh tứ
- Chí 144 - Binh ngũ
- Chí 145 - Binh lục
- Chí 146 - Binh thất
- Chí 147 - Binh bát
- Chí 148 - Binh cửu
- Chí 149 - Binh thập
- Chí 150 - Binh thập nhất
- Chí 151 - Binh thập nhị
- Chí 152 – Hình pháp nhất
- Chí 153 – Hình pháp nhị
- Chí 154 – Hình pháp tam
- Chí 155 – Nghệ văn nhất
- Chí 156 - Nghệ văn nhị
- Chí 157 - Nghệ văn tam
- Chí 158 - Nghệ văn tứ
- Chí 159 - Nghệ văn ngũ
- Chí 160 - Nghệ văn lục
- Chí 161 - Nghệ văn thất
- Chí 162 - Nghệ văn bát

### Biểu
- Biểu 1 - Tể phụ nhất
- Biểu 2 - Tể phụ nhị
- Biểu 3 - Tể phụ tam
- Biểu 4 - Tể phụ tứ
- Biểu 5 - Tể phụ ngũ
- Biểu 6 – Tông thất thế hệ nhất
- Biểu 7 - Tông thất thế hệ nhị
- Biểu 8 - Tông thất thế hệ tam
- Biểu 9 - Tông thất thế hệ tứ
- Biểu 10 - Tông thất thế hệ ngũ
- Biểu 11 - Tông thất thế hệ lục
- Biểu 12 - Tông thất thế hệ thất
- Biểu 13 - Tông thất thế hệ bát
- Biểu 14 - Tông thất thế hệ cửu
- Biểu 15 - Tông thất thế hệ thập
- Biểu 16 - Tông thất thế hệ thập nhất
- Biểu 17 - Tông thất thế hệ thập nhị
- Biểu 18 - Tông thất thế hệ thập tam
- Biểu 19 - Tông thất thế hệ thập tứ
- Biểu 20 - Tông thất thế hệ thập ngũ
- Biểu 21 - Tông thất thế hệ thập lục
- Biểu 22 - Tông thất thế hệ thập thất
- Biểu 23 - Tông thất thế hệ thập bát
- Biểu 24 - Tông thất thế hệ thập cửu
- Biểu 25 - Tông thất thế hệ nhị thập
- Biểu 26 - Tông thất thế hệ nhị thập nhất
- Biểu 27 - Tông thất thế hệ nhị thập nhị
- Biểu 28 - Tông thất thế hệ nhị thập tam
- Biểu 29 - Tông thất thế hệ nhị thập tứ
- Biểu 30 - Tông thất thế hệ nhị thập ngũ
- Biểu 31 - Tông thất thế hệ nhị thập lục
- Biểu 32 - Tông thất thế hệ nhị thập thất

## Liệt truyện
- Liệt truyện 1 Hậu phi thượng - Thái Tổ Mẫu Chiêu Hiến Đỗ thái hậu, Thái Tổ Hiếu Huệ Hạ hoàng hậu, Hiếu Minh Vương hoàng hậu, Hiếu Chương Tống hoàng hậu, Thái Tông Thục Đức Doãn hoàng hậu, Ý Đức Phù hoàng hậu, Minh Đức Lý hoàng hậu, Nguyên Đức Lý hoàng hậu, Chân Tông Chương Hoài Phan hoàng hậu, Chương Mục Quách hoàng hậu, Chương Hiến Minh Túc Lưu hoàng hậu, Chương Ý Lý Hoàng hậu,Dương Thục phi (Chương Huệ Dương Hoàng hậu) Chiêu Tĩnh Thẩm Quý phi, Nhân Tông Quách hoàng hậu, Từ Thánh Quang Hiến Tào hoàng hậu, Trương Quý phi (Ôn Thành Hoàng hậu), Chiêu Tiết Miêu quý phi, Chiêu Thục Chu Quý phi, Dương Đức phi, Phùng Hiền phi, Anh Tông Tuyên Nhân Thánh Liệt Cao hoàng hậu
- Liệt truyện 2 Hậu phi hạ - Thần Tông Khâm Thánh Hiến Túc Hướng hoàng hậu, Khâm Thành Chu hoàng hậu, Khâm Từ Trần hoàng hậu, Lâm Hiền phi, Vũ Hiền phi, Triết Tông Chiêu Từ Thánh Hiến Mạnh hoàng hậu, Chiêu Hoài Lưu hoàng hậu, Huy Tông Hiển Cung Vương hoàng hậu, Hiển Túc Trịnh hoàng hậu, Vương quý phi, Hiển Nhân Vi Hoàng hậu, Kiều quý phi, Minh Đạt Lưu Hoàng hậu, Minh Tiết Lưu Hoàng hậu, Khâm Tông Nhân Hoài Chu hoàng hậu, Cao Tông Hiến Tiết Hình hoàng hậu, Hiến Thánh Từ Liệt Ngô hoàng hậu, Phan Hiền phi, Trương Hiền phi, Lưu Quý phi, Lưu Uyển nghi, Trương Quý phi, Hiếu Tông Thành Mục Quách hoàng hậu, Thành Cung Hạ hoàng hậu, Thành Túc Tạ hoàng hậu, Sái Quý phi, Lý Hiền phi, Quang Tông Từ Ý Lý hoàng hậu, Hoàng Quý phi, Ninh Tông Cung Thục Hàn hoàng hậu, Cung Thánh Nhân Liệt Dương hoàng hậu, Lý Tông Tạ hoàng hậu, Độ Tông Toàn hoàng hậu, Dương Thục phi
- Liệt truyện 3 Tông thất nhất - Ngụy vương Triệu Đình Mĩ, Yên vương Triệu Đức Chiêu, Tần vương Triệu Đức Phương
- Liệt truyện 4 Tông thất nhị - Hán vương Triệu Nguyên Tá, Chiêu Thành thái tử Triệu Nguyên Hi, Thương vương Triệu Nguyên Phần, Việt vương Triệu Nguyên Kiệt, Trấn vương Triệu Nguyên Ác, Sở vương Triệu Nguyên Xưng, Chu vương Triệu Nguyên Nghiễm, Sùng vương Triệu Nguyên Ức, Điệu Hiến thái tử Triệu Hựu, Bộc vương Triệu Doãn Nhượng
- Liệt truyện 5 Tông thất tam - Ngô vương Hạo, Ích vương Quần, Ngô vương Tất, Yên vương Vũ, Sở vương Tự, Hiến Mẫn thái tử Mạu, Vận vương Khải, Túc vương Xu, Cảnh vương Kỉ, Tề vương Hủ, Từ vương Lệ, Nghi vương , Hòa vương Thức, Tín vương Trăn, thái tử Kham, Nguyên Ý thái tử Phu, Tín vương Cừ, Trang Văn thái tử Kì, Ngụy vương Khải, Cảnh Hiến thái tử Tuan, Trấn vương Hoành
- Liệt truyện 6 Tông thất tứ - Tử Sức, Tử Tung, Tử Lịch, Tử Chỉ, Tử Trú, Tử Tiêu, Sư 𢍰, Hi Ngôn, Hi Dịch, Sĩ Ngỗ, Sĩ Niểu, Sĩ 𡸕, Sĩ Thiến, Bất Quàn, Bất Khí, Bất Vưu, Bất 𢙯, Thiện Tuấn, Thiện Dự, Nhữ Thuật, Thúc Cận, Thúc Hướng, Ngạn Đảm, Ngạn Thu, Ngạn Du
- Liệt truyện 7 Công chúa - Tần quốc Đại Trưởng công chúa, Thái Tổ lục nữ, Thái Tông thất nữ, Chân Tông nhị nữ, Nhân Tông thập tam nữ, Anh Tông tứ nữ, Thần Tông thập nữ, Triết Tông tứ nữ, Huy Tông thập tứ nữ, Hiếu Tông nhị nữ, Quang Tông tam nữ, Ngụy Huệ Hiến vương nhất nữ, Ninh Tông nhất nữ, Lý Tông nhất nữ
- Liệt truyện 8 – Phạm Chất (范质), Vương Phổ (王溥), Ngụy Nhân Phổ (魏仁浦)
- Liệt truyện 9 – Thạch Thủ Tín (石守信), Vương Thẩm Kỳ (王审琦), Cao Hoài Đức (高怀德), Hàn Trọng Uân (韩重赟), Trương Lệnh Đạc (张令铎), La Ngạn Côi (罗彦瑰), Vương Ngạn Thăng (王彦升)
- Liệt truyện 10 – Hàn Lệnh Khôn, Mộ Dung Diên Chiêu, Phù Ngạn Khanh
- Liệt truyện 11 – Vương Cảnh, Vương Yến, Quách Tùng Nghĩa, Lý Hồng Tín, Vũ Hành Đức, Dương Thừa Tín, Hầu Chương
- Liệt truyện 12 – Chiết Đức Ỷ, Phùng Kế Nghiệp, Vương Thừa Mĩ, Lý Kế Chu, Tôn Hành Hữu
- Liệt truyện 13 – Hầu Ích, Trương Tùng Ân, Hỗ Ngạn Kha, Tiết Hoài Nhượng, Triệu Tán, Lý Kế Huân, Dược Nguyên Phúc, Triệu Triều
- Liệt truyện 14 – Quách Sùng, Dương Đình Chương, Tống Ác, Hướng Củng, Vương Ngạn Siêu, Trương Vĩnh Đức, Vương Toàn Bân, Khang Diên Trạch
- Liệt truyện 15 – Triệu Phổ
- Liệt truyện 16 – Ngô Đình Tộ, Lý Sùng Củ, Vương Nhân Thiệm, Sở Chiêu Phụ, Lý Xử Vân
- Liệt truyện 17 – Tào Bân, Phan Mĩ, Lý Siêu
- Liệt truyện 18 – Trương Mĩ, Quách Thủ Văn, Doãn Sùng Kha, Lưu Đình Nhượng, Viên Kế Trung, Thôi Ngạn Tiến, Trương Đình Hàn, Hoàng Phủ Kế Minh, Trương Quỳnh
- Liệt truyện 19 – Tào Hàn, Dương Tín, Đảng Tiến, Lý Hán Quỳnh, Lưu Ngộ, Lý Hoài Trung, Mễ Tín, Điền Trọng Tiến, Lưu Đình Hàn, Thôi Hàn
- Liệt truyện 20 – Lý Quỳnh, Quách Quỳnh, Trần Thừa Chiêu, Lý Vạn Siêu, Bạch Trọng Tán, Vương Nhân Hạo, Trần Tư Nhượng, Tiêu Kế Huân, Lưu Trọng Tiến, Viên Ngạn, Kì Đình Huấn, Trương Đạc, Lý Vạn Toàn
- Liệt truyện 21 – Lý Cốc, Tảm Cư Nhuận, Đậu Trinh Cố, Lý Đào, Vương Dịch Giản, Triệu Thượng Giao, Trương Tích, Trương Chú, Biên Quy Đảng, Lưu ỏn Tẩu, Lưu Đào, Biên Quang Phạm, Lưu Tái, Trình Vũ
- Liệt truyện 22 – Trương Chiêu, Đậu Nghi, Lã Dư Khánh, Lưu Hi Cổ, Thạch Hi Tái, Lý Mục
- Liệt truyện 23 – Tiết Cư Chính, Thẩm Luân, Lô Đa Tốn, Tống Kì
- Liệt truyện 24 – Lý Phưởng, Lã Mông Chính, Trương Tề Hiền, Cổ Hoàng Trung
- Liệt truyện 25 – Tiền Nhược Thủy, Tô Dịch Giản, Quách Chí, Lý Chí, Tân Trọng Phủ, Vương Miện, Ôn Trọng Thư, Vương Hóa Cơ
- Liệt truyện 26 – Trương Hoành, Triệu Xương Ngôn, Trần Thứ, Lưu Xương Ngôn, Trương Kịp, Lý Duy Thanh
- Liệt truyện 27 – Sài Vũ Tích, Trương Tốn, Dương Thủ Nhất, Triệu Dung, Chu Oánh, Vương Kế Anh, Vương Hiển
- Liệt truyện 28 – Đào Cốc, Hỗ Mông, Vương Trứ, Vương Hựu, Dương Chiêu Kiệm, Ngư Sùng Lượng, Trương Đạm, Cao Tích
- Liệt truyện 29 – Nhan Khản, Kịch Khả Cửu, Triệu Phùng, Tô Hiểu, Cao Phòng, Phùng Toản, Biên Hử, Vương Minh, Hứa Trọng Tuyên, Dương Khắc Nhượng, Đoàn Tư Cung, Hầu Trắc, Lý Phù, Ngụy Phi, Đổng Xu
- Liệt truyện 30 – Mã Lệnh Tông, Đỗ Hán Huy, Trương Đình Hàn, Ngô Kiền Dụ, Thái Thẩm Đình, Chu Quảng, Trương Huân, Thạch Hi, Trương Tàng Anh, Lục Vạn Hữu, Giải Huy, Lý Thao, Vương Tấn Khanh, Quách Đình Vị, Triệu Diên Tiến, Phụ Siêu
- Liệt truyện 31 – Dương Nghiệp, Kinh Hãn Nho, Tào Quang Thật, Trương Huy, Tư Siêu
- Liệt truyện 32 – Lý Tiến Khanh, Dương Mĩ, Hà Kế Quân, Lý Hán Siêu, Quách Tiến, Lý Khiêm Phổ, Diêu Nội Bân, Đổng Tuân Hối, Hạ Duy Trung, Mã Nhân Vũ
- Liệt truyện 33 – Vương Tán, Trương Bảo Tục, Triệu Biền, Lô Hoài Trung, Vương Kế Huân, Đinh Đức Dụ, Trương Diên Thông, Lương Huýnh, Sử Khuê, Điền Khâm Tộ, Hầu Uân, Vương Văn Bảo, Địch Thủ Tố, Vương Sân, Lưu Thẩm Quỳnh
- Liệt truyện 34 – Lưu Phó, An Thủ Trung, Khổng Thủ Chính, Đàm Diên Mĩ, Nguyên Đạt, Thường Tư Đức, Doãn Kế Luân, Tiết Siêu, Quách Mật, Điền Nhân Lãng, Lưu Khiêm
- Liệt truyện 35 – Lưu Bảo Huân, Đằng Trung Chính, Lưu Bàn, Khổng Thừa Cung, Tống Đang, Viên Khuếch, Phàn Tri Cổ, Tang Bính, Từ Hưu Phục, Trương Quan, Trần Túng Tín, Trương Bình, Vương Kế Thăng, Doãn Hiến, Vương Tân, An Trung
- Liệt truyện 36 – Trương Giám, Diêu Thản, Tác Tương, Tống Thái Sơ, Lô Chi Hàn, Trịnh Văn Bảo, Vương Tử Dư, Lưu Tổng, Biện Cổn, Hứa Tương, Bùi Trang, Ngưu Miện, Loan Sùng Cát, Viên Phùng Cát, Hàn Quốc Hoa, Hà Mông, Thận Tri Lễ
- Liệt truyện 37 – Mã Toàn Nghĩa, Lôi Đức Tương, Vương Siêu
- Liệt truyện 38 – Vương Kế Trung, Phó Tiềm, Đái Hưng, Vương Hán Trung, Vương Năng, Trương Ngưng, Ngụy Năng, Trần Hưng, Hứa Quân, Trương Tiến, Lý Trọng Quý, Hô Duyên Tán, Lưu Dụng, Cảnh Toàn Bân, Chu Nhân Mĩ
- Liệt truyện 39 – Điền Thiệu Bân, Vương Vinh, Dương Quỳnh, Tiền Thủ Tuấn, Từ Hưng, Vương Cảo, Lý Trọng Hối, Bạch Thủ Tố, Trương Tư Quân, Lý Kì, Vương Diên Phạm
- Liệt truyện 40 – Lã Đoan, Tất Sĩ An, Khấu Chuẩn
- Liệt truyện 41 – Lý Hãng, Vương Đán, Hướng Mẫn Trung
- Liệt truyện 42 – Vương Khâm Nhược, Đinh Vị, Hạ Tủng
- Liệt truyện 43 – Trần Nghiêu Tá, Tống Tường
- Liệt truyện 44 – Trần Chấp Trung, Lưu Hãng, Phùng Chửng, Cổ Xương Triêu, Lương Thích
- Liệt truyện 45 – Lỗ Tông Đạo, Tiết Khuê, Vương Thự, Thái Tề
- Liệt truyện 46 – Dương Lệ, Tống Thực, Vương Tự Tông, Lý Xương Linh, Triệu An Nhân, Trần Bành Niên
- Liệt truyện 47 – Nhâm Trung Chính, Chu Khởi, Trình Lâm, Khương Tuân, Phạm Ung, Triệu Chẩn, Nhâm Bố, Cao Nhược Nột, Tôn Miện
- Liệt truyện 48 – Cao Quỳnh, Phạm Đình Triệu, Cát Bá
- Liệt truyện 49 – Tào Lợi Dụng, Trương Kì, Dương Sùng Huân, Hạ Thủ Ân, Địch Thanh, Quách Quỳ
- Liệt truyện 50 – Ngô Dục, Tống Thụ, Lý Nhược Cốc, Vương Bác Văn, Vương Tông
- Liệt truyện 51 – Lý Ti, Trình Kham, Hạ Hầu Kiệu, Thịnh Độ, Đinh Độ, Trương Quan, Trịnh Tiển, Minh Hạo, Vương Nghiêu Thần, Tôn Biến, Điền Huống
- Liệt truyện 52 – Điền Tích, Vương Vũ Xưng, Trương Vịnh
- Liệt truyện 53 – Chưởng Vũ Tích, Tô Thân, Vương Thù, Tư Yển, Liễu Thực, Niếp Quan Khanh, Phùng Nguyên, Triệu Sư Dân, Trương Tích, Trương Quỹ, Dương An Quốc
- Liệt truyện 54 – Doãn Thù, Tôn Phủ, Tạ Giáng, Diệp Thanh Thần, Dương Sát
- Liệt truyện 55 – Hàn Phi, Sư Hàng, Trương Mậu Trực, Lương Hạo, Dương Huy Chi, Lã Văn Trọng, Vương Trước, Lã Hựu Chi, Phan Thận Tu, Đỗ Hạo, Tra Đạo
- Liệt truyện 56 – Khổng Đạo Phụ, Cúc Vịnh, Lưu Tùy, Tào Tu Cổ, Quách Khuyến, Đoàn Thiểu Liên
- Liệt truyện 57 – Bành Thừa, Kê Dĩnh, Mai Chí, Tư Mã Trì, Lý Cập, Yên Túc, Tưởng Đường, Lưu Quỳ, Mã Lượng, Trần Hi Lượng
- Liệt truyện 58 – Địch Phỉ, Lang Giản, Tôn Tổ Đức, Trương Nhược Cốc, Thạch Dương Hưu, Tổ Sĩ Hành, Lý Thùy, Trương Đỗng, Lý Sĩ Hành, Lý Phổ, Hồ Tắc, Tiết Nhan, Hứa Nguyên, Chung Ly Cẩn, Tôn Trùng, Thôi Dịch, Điền Du, Thi Xương Ngôn
- Liệt truyện 59 – Dương Giai, Vương Duyên, Đỗ Kỉ, Dương Điền, Chu Trạm, Từ Đích, Diêu Trọng Tôn, Trần Thái Tố, Lý Hư Kỉ, Trương Phó, Du Hiến Khanh, Trần Tùng Dịch, Dương Đại Nhã
- Liệt truyện 60 – Biên Túc, Mại Tuân, Mã Nguyên Phương, Tiết Điền, Khấu Giam, Dương Nhật Nghiêm, Lý Hành Giản, Chương Tần, Trầm Diễm, Lý Hựu, Trương Bỉnh, Trương Trạch Hành, Trịnh Hướng, Quách Chẩn, Triệu Hạ, Cao Địch, Viên Kháng, Từ Khởi, Trương Chỉ, Tề Khuếch, Trịnh Tương
- Liệt truyện 61 – Vương Trăn, Ngư Chu Tuân, Cổ Ảm, Lý Kinh, Lã Cảnh Sơ, Ngô Cập, Phạm Sư Đạo, Lý Huyến, Hà Trung Lập, Thẩm Mạc
- Liệt truyện 62 – Trương Ôn Chi, Ngụy Quán, Đằng Tông Lượng, Lý Phòng, Triệu Tương, Đường Túc, Trương Thuật, Hoàng Chấn, Hồ Thuận Chi, Trần Quán, Phạm Tướng, Điền Kinh
- Liệt truyện 63 – Chu Vị, Lương Đỉnh, Phạm Chính Từ, Lưu Sư Đạo, Vương Tể, Phương Giai, Tào Dĩnh Thúc, Lưu Nguyên Du, Dương Cáo, Triệu Cập, Lưu Thực, Vương Bân, Trọng Giản
- Liệt truyện 64 – Dương Ức, Triều Huýnh, Lưu Quân, Tiết Ánh
- Liệt truyện 65 – Tạ Bí, Tôn Hà, Chu Đài Phù, Thích Luân, Trương Khứ Hoa, Nhạc Hoàng Mục, Sài Thành Vụ
- Liệt truyện 66 – Kiều Duy Nhạc, Trương Ung, Đổng Nghiễm, Ngụy Đình Thức, Lô Diễm, Tống Đoàn, Lăng Sách, Dương Đàm, Trần Thế Khanh, Lý Nhược Chuyết, Trần Tri Vi
- Liệt truyện 67 – Thượng Quan Chính, Lô Bân, Chu Thẩm Ngọc, Bùi Tể, Lý Kế Tuyên, Trương Đán, Trương Hú, Trương Cát
- Liệt truyện 68 – Vương Diên Đức, Thường Diên Tín, Trình Đức Huyền, Ngụy Chấn, Trương Chất, Dương Doãn Cung, Tần Hi, Tạ Đức Quyền, Diêm Nhật Tân, Cận Hoài Đức
- Liệt truyện 69 – Lý Địch, Vương Tằng, Trương Tri Bạch, Đỗ Diễn
- Liệt truyện 70 – Yến Thù, Bàng Tịch, Vương Tùy, Chương Đắc Tượng, Lã Di Giản, Trương Sĩ Tốn
- Liệt truyện 71 – Hàn Kì, Tăng Công Lượng, Trần Thăng Chi, Ngô Sung, Vương Khuê
- Liệt truyện 72 – Phú Bật, Văn Ngạn Bác
- Liệt truyện 73 – Phạm Trọng Yêm, Phạm Thuần Nhân
- Liệt truyện 74 – Hàn Ức, Hàn Giáng, Hàn Duy, Hàn Chẩn
- Liệt truyện 75 – Bao Chửng, Ngô Khuê, Triệu Biến, Đường Giới
- Liệt truyện 76 – Thiệu Kháng, Phùng Kinh, Tiền Duy Diễn
- Liệt truyện 77 – Trương Phương Bình, Vương Củng Thần, Trương Biện, Triệu Khái, Hồ Túc
- Liệt truyện 78 – Âu Dương Tu, Lưu Xưởng, Tằng Củng
- Liệt truyện 79 – Thái Tương, Lã Trăn, Vương Tố, Dư Tĩnh, Bành Tư Vĩnh, Trương Tồn
- Liệt truyện 80 – Trịnh Giải, Trần Tương, Tiền Công Phụ, Tôn Thù, Phong Tắc, Lã Hối, Lưu Thuật, Lưu Kì, Tiền Nghĩ, Trịnh Hiệp
- Liệt truyện 81 – Hà Đàm, Ngô Trung Phục, Trần Tiến, Vương Liệp, Tôn Tư Cung, Chu Mạnh Dương, Tề Khôi, Dương Hội, Lưu Tường, Chu Kinh
- Liệt truyện 82 – Uất Chiêu Mẫn, Cao Hóa, Chu Mĩ, Diêm Thủ Cung, Mạnh Nguyên, Lưu Khiêm, Triệu Chấn, Trương Trung, Phạm Khác, Mã Hoài Đức, An Tuấn, Hướng Bảo
- Liệt truyện 83 – Thạch Phổ, Trương Tư, Hứa Hoài Đức, Lý Doãn Tắc, Trương Kháng, Lưu Văn Chất, Triệu Tư
- Liệt truyện 84 – Lưu Bình, Nhâm Phúc
- Liệt truyện 85 – Cánh Thái, Vương Tín, Tưởng Giai, Trương Trung, Quách Ân, Trương Tiết, Trương Quân Bình, Sử Phương, Lô Giám, Lý Vị, Vương Quả, Quách Ti, Điền Mẫn, Thị Kì Thự, Khang Đức Dư, Trương Chiêu Viễn
- Liệt truyện 86 – Vương An Thạch, Vương An Lễ, Vương An Quốc
- Liệt truyện 87 – Lý Thanh Thần, An Đảo, Trương Tảo, Bồ Tông Mạnh, Hoàng Lí, Thái Đĩnh, Vương Thiều, Tiết Hướng, Chương Tết
- Liệt truyện 88 - Thường Trật, Đặng Oản, Lý Định, Thư Đản, Kiển Chu Phụ, Từ Đạc, Vương Quảng Uyên, Vương Đào, Vương Tử Thiều, Hà Chính Thần, Trần Dịch
- Liệt truyện 89 – Nhậm Chuyên, Lý Tham, Quách Thân Tích, Phó Cầu, Trương Cảnh Hiến, Đậu Biện, Trương Côi, Tôn Du, Hứa Tuân, Lô Sĩ Tông, Tiền Tượng Tiên, Hàn Thụ, Đỗ Thuần, Đỗ Thường, Tạ Lân, Vương Tông Vọng, Vương Cát Phủ
- Liệt truyện 90 – Tôn Trường Khanh, Chu Hãng, Lý Trung Sư, La Chửng, Mã Trọng Phủ, Vương Cư Khanh, Tôn Cấu, Trương Sân, Tô Thái, Mã Tùng Tiên, Thẩm Cấu, Lý Đại Lâm, Lã Hạ Khanh, Tổ Vô Trạch, Trình Sư Mạnh, Trương Vấn, Miêu Thì Trung, Hàn Chí, Sở Kiến Trung, Trương Hiệt, Lô Cách
- Liệt truyện 91 – Đằng Nguyên Phát, Lý Sư Trung, Lục Sân, Triệu Tiết, Tôn Lộ, Du Sư Hùng, Mục Diễn
- Liệt truyện 92 – Dương Tá, Lý Đoái, Thẩm Lập, Trương Thiểm, Trương Đảo, Du Sung, Lưu Cẩn, Diêm Tuân, Cát Cung, Trương Điền, Vinh Nhân, Lý Tái, Diêu Hoán, Chu Cảnh, Lý Tông, Chu Thọ Long, Lô Sĩ Hoành, Đan Hú, Dương Trọng Nguyên, Dư Lương Quăng, Phan Túc
- Liệt truyện 93 – Từ Hi, Cao Vĩnh Năng, Thẩm Khởi, Lưu Di, Hùng Bổn, Tiêu Chú, Đào Bật, Lâm Quảng
- Liệt truyện 94 – Chủng Thế Hành
- Liệt truyện 95 – Tư Mã Quang, Lã Công Trứ
- Liệt truyện 96 - Phạm Trấn
- Liệt truyện 97 – Tô Thức
- Liệt truyện 98 – Tô Triệt
- Liệt truyện 99 – Lã Đại Phòng, Lưu Chí, Tô Tụng
- Liệt truyện 100 – Vương Tồn, Tôn Cố, Triệu Chiêm, Phó Nghiêu Du
- Liệt truyện 101 – Lương Đảo, Vương Nham Tẩu, Trịnh Ung, Tôn Vĩnh
- Liệt truyện 102 – Nguyên Giáng, Hứa Tương, Đặng Nhuận Phủ, Lâm Hi, Tưởng Chi Kì, Lục Điền, Ngô Cư Hậu, Ôn Ích
- Liệt truyện 103 – Tôn Giác, Lý Thường, Khổng Văn Trọng, Lý Chu, Tiên Vu Sân, Cố Lâm, Lý Chi Thuần, Vương Địch, Mã Mặc
- Liệt truyện 104 – Lưu An Thế, Trậu Hạo, Trần Quán, Nhâm Bá Vũ
- Liệt truyện 105 – Trần Thứ Thăng, Trần Sư Tích, Bành Nhữ Lệ, Lã Đào, Trương Đình Kiên, Cung Quái, Tôn Ngạc, Trần Hiên, Giang Công Vọng, Trần Hựu, Thường An Dân
- Liệt truyện 106 – Tôn Cao, Ngô Thì, Lý Chiêu , Ngô Sư Lễ, Vương Hán Chi, Hoàng Liêm, Chu Phục, Trương Thuấn Dân, Thịnh Đào, Chương Hành, Nhan Phục, Tôn Thăng, Hàn Xuyên, Cung Đỉnh Thần, Trịnh Mục, Tịch Đán, Kiều Chấp Trung
- Liệt truyện 107 – Phó Tiếp, Thẩm Ki, Từ Tích, Trương Nhữ Minh, Hoàng Bảo Quang, Thạch Công Bật, Mao Chú, Hồng Ngạn Thăng, Chung Truyền, Đào Tiết Phu, Mao Tiệm, Vương Tổ Đạo, Trương Trang, Triệu Duật
- Liệt truyện 108 – Hác Chất, Giả Quỳ, Đậu Thuấn Khanh, Lưu Xương Tộ, Lô Chánh, Yên Đạt, Diêu Hủy, Dương Toại, Lưu Thuấn Khanh, Tống Thủ Ước
- Liệt truyện 109 – Miêu Thụ, Vương Quân Vạn, Trương Thủ Ước, Vương Văn Úc, Chu Vĩnh Thanh, Lưu Thiệu Năng, Vương Quang Tổ, Lý Hạo, Hòa Bân, Lưu Trọng Vũ, Khúc Trân, Lưu Khuých, Quách Thành, Giả Nham, Trương Chỉnh, Trương Uẩn, Vương Ân, Dương Ứng Tuân, Triệu Long
- Liệt truyện 110 – Triệu Đĩnh Chi, Trương Thương Anh, Lưu Chính Phu, Hà Chấp Trung, Trịnh Cư Trung, Trương Khang Quốc, Chu Ngạc, Lưu Quỳ, Lâm Sư, Quản Sư Nhân, Hầu Mông
- Liệt truyện 111 – Đường Khác, Lý Bang Ngạn, Dư Thâm, Tiết Ngang, Ngô Mẫn, Vương An Trung, Vương Tương, Triệu Dã, Tào Phụ, Cảnh Nam Trọng
- Liệt truyện 112 – Hà Lật, Tôn Phó, Trần Quá Đình, Trương Thúc Dạ, Niếp Xương, Trương Các, Trương Cận, Trịnh Cần, Vũ Văn Xương Linh, Hứa Kỉ, Trình Chi Thiệu, Cung Nguyên, Thôi Công Độ, Bồ Dữu
- Liệt truyện 113 – Thẩm Thù, Lộ Xương Hành, Tạ Văn Quán, Lục Uẩn, Hoàng Thật, Diêu Hựu, Lâu Dị, Thẩm Tích Trung, Lý Bá Tông, Uông Hải, Hà Thường, Diệp Tổ Hiệp, Thì Ngạn, Hoắc Đoan Hữu, Du Lật, Thái Nghĩ
- Liệt truyện 114 – Giả Dịch, Đổng Đôn Dật, Thượng Quan Nhân, Lai Chi Thiệu, Diệp Đào, Dương Úy, Thôi Đài Phù, Dương Cấp, Lã Gia Vấn, Lý Nam Công, Đổng Tất, Ngu Sách, Quách Tri Chương
- Liệt truyện 115 – Lưu Chửng, Tiền Duật, Hứa Đôn Nhân, Ngô Chấp Trung, Ngô Tài, Lưu Bính, Tống Kiều Niên, Cường Uyên Minh, Thái Cư Hậu, Lưu Tự Minh, Tưởng Tĩnh, Cổ Vĩ Tiết, Thôi Yển, Trương Căn, Nhâm Lượng, Chu Thường
- Liệt truyện 116 – Hà Quán, Lý Hi Tĩnh, Vương Vân, Đàm Thế Tích, Mai Chấp Lễ, Trình Chấn, Lưu Diên Khánh
- Liệt truyện 117 – Lý Cương thượng
- Liệt truyện 118 - Lý Cương hạ
- Liệt truyện 119 – Tông Trạch, Triệu Đỉnh
- Liệt truyện 120 – Trương Tuấn
- Liệt truyện 121 – Chu Thắng Phi, Lã Di Hạo, Phạm Tông Doãn, Phạm Trí Hư, Lã Hiếu Vấn
- Liệt truyện 122 – Lý Quang, Hứa Hàn, Hứa Cảnh Hành, Trương Khác, Trương Sở, Trần Hòa, Tưởng Du
- Liệt truyện 123 – Hàn Thế Trung
- Liệt truyện 124 – Nhạc Phi
- Liệt truyện 125 – Lưu Kĩ, Ngô Giới, Ngô Lân
- Liệt truyện 126 – Lý Hiển Trung, Dương Tồn Trung, Quách Hạo, Dương Chánh
- Liệt truyện 127 – Vương Đức, Vương Ngạn, Ngụy Thắng, Trương Hiến, Dương Tái Hưng, Ngưu Cao, Hồ Hoành Hưu
- Liệt truyện 128 – Trương Tuấn, Trương Tông Nhan, Lưu Quang Thế, Vương Uyên, Giải Nguyên, Khúc Đoan
- Liệt truyện 129 – Vương Hữu Trực, Lý Bảo, Thành Mẫn, Triệu Mật, Lưu Tử Vũ, Lã Chỉ, Hồ Thế Tương, Trịnh Cương Trung
- Liệt truyện 130 – Bạch Thì Trung, Từ Xử Nhân, Phùng Hải, Vương Luân, Vũ Văn Hư Trung, Thang Tư Thối
- Liệt truyện 131 – Chu Trác, Vương Luân, Doãn Sắc, Vương Chi Vọng, Từ Phủ, Thẩm Dữ Cầu, Địch Nhữ Văn, Vương Thứ, Tân Bỉnh
- Liệt truyện 132 – Chu Biện, Trịnh Vọng Chi, Trương Thiệu, Hồng Hạo
- Liệt truyện 133 – Trương Cửu Thành, Hồ Thuyên, Liêu Cương, Lý Đãi, Triệu Khai
- Liệt truyện 134 – Đặng Túc, Lý Bỉnh, Đằng Khang, Trương Thủ, Phú Trực Nhu, Phùng Khang Quốc
- Liệt truyện 135 – Thường Đồng, Trương Trí Viễn, Tiết Huy Ngôn, Trần Uyên, Ngụy Cang, Phan Lương Quý, Lã Bổn Trung
- Liệt truyện 136 – Vương Tử Nhân, Trần Quy, Quý Lăng, Lô Tri Nguyên, Trần Giác, Lý Cầu, Lý Phác, Vương Tường, Vương Y
- Liệt truyện 137 – Vệ Phu Mẫn, Lưu Giác, Hồ Thuấn Trắc, Thẩm Hối, Lưu Nhất Chỉ, Hồ Giao Tu, Kì Sùng Lễ
- Liệt truyện 138 – Chương Nghị, Hàn Tiếu Trụ, Trần Công Phụ, Trương Hạc, Hồ Tùng Niên, Tào Huân, Lý Trị, Hàn Công Duệ
- Liệt truyện 139 - Hà Chú, Vương Thứ Ông, Phạm Đồng, Dương Nguyện, Lâu Chiếu, Câu Long Như Uyên, Tiết Bật, Lã Nhữ Tiếp, Tiêu Chấn
- Liệt truyện 140 – Phạm Như Khuê, Ngô Biểu Thần, Vương Cư Chính, Yến Đôn Phục, Hoàng Quy Niên, Trình Vũ, Trương Xiển, Hồng Nghĩ, Triệu Quỳ
- Liệt truyện 141 - Trương Đảo, Hoàng Trung, Tôn Đạo Phu, Tằng Kỉ, Câu Đào, Lý Di Tốn
- Liệt truyện 142 – Trần Tuấn Khanh, Ngu Doãn Văn, Tân Thứ Ưng
- Liệt truyện 143 – Trần Khang Bá, Lương Khắc Gia, Uông Triệt, Diệp Nghĩa Vấn, Tưởng Phất, Diệp Ngung, Diệp Hành
- Liệt truyện 144 – Cát Bật, Tiền Đoan Lễ, Ngụy Kỉ, Chu Quỳ, Thi Sư Điểm, Tiêu Toại, Cung Mậu Lương
- Liệt truyện 145 – Lưu Củng, Vương Lận, Hoàng Tổ Thuấn, Vương Đại Bảo, Kim An Tiết, Vương Cương Trung, Lý Ngạn Dĩnh, Phạm Thành Đại
- Liệt truyện 146 – Hoàng Hiệp, Uông Ứng Thần, Vương Thập Bằng, Ngô Phất, Trần Lương Hàn, Đỗ Sân Lão
- Liệt truyện 147 – Chu Chấp Cao, Vương Hi Lã, Trần Lương Hựu, Lý Hạo, Trần Thác, Hồ Nghi, Đường Văn Nhược, Lý Đảo
- Liệt truyện 148 – Vưu Mậu, Tạ Ngạc, Nhan Sư Lỗ, Viên Xu, Lý Xuân, Lưu Nghi Phượng, Trương Hiếu Tường
- Liệt truyện 149 – Lý Hành, Vương Tự Trung, Gia Nguyện, Trương Cương, Trương Đại Kinh, Thái Quang, Mạc Mông, Chu Tông, Lưu Chương, Thẩm Tác Tân
- Liệt truyện 150 – Chu Tất Đại, Lưu Chính, Hồ Tấn Thần
- Liệt truyện 151 - Triệu Nhữ Ngu
- Liệt truyện 152  – Bành Quy Niên, Hoàng Thường, La Điểm, Hoàng Độ, Lâm Đại Trung, Trần Quỳ, Hoàng Phủ, Chiêm Thể Nhân
- Liệt truyện 153 – Hồ Hoành, Hà Đạm, Lâm Lật, Cao Văn Hổ, Trần Tự Cường, Trịnh Bính, Kinh Thang, Tạ Thâm Phủ, Hứa Cập Chi, Lương Nhữ Gia
- Liệt truyện 154 – Lâu Dược, Lý Đại Tính, Nhâm Hi Di, Từ Ứng Long, Trang Hạ, Vương Nguyễn, Vương Chất, Lục Du, Phương Tín Nhụ, Vương Nam
- Liệt truyện 155 – Sử Hạo, Vương Hoài, Triệu Hùng, Quyền Bang Ngạn, Trình Tùng, Trần Khiêm, Trương Nham
- Liệt truyện 156 – Từ Nghị, Ngô Liệp, Hạng An Thế, Tiết Thúc Tự, Lưu Giáp, Dương Phụ, Lưu Quang Tổ
- Liệt truyện 157 – Dư Đoan Lễ, Lý Bích, Khâu Sùng, Nghê Tư, Vũ Văn Thiệu Tiết, Lý Phiền
- Liệt truyện 158 – Trịnh Giác, Cừu Dự, Cao Đăng, Lâu Dần Lượng, Tống Nhữ Vi
- Liệt truyện 159 – Vương Tín, Uông Đại Du, Viên Tiếp, Ngô Nhu Thắng, Du Trọng Hồng, Lý Tường, Vương Giới, Tống Đức Chi, Dương Đại Toàn
- Liệt truyện 160 – Tân Khí Tật, Hà Dị, Lưu Tể, Lưu Dược, Sài Trung Hành, Lý Mạnh Truyền
- Liệt truyện 161 – Trần Mẫn, Trương Chiếu, Tất Tái Ngộ, An Bính, Dương Cự Nguyên, Lý Hảo Nghĩa
- Liệt truyện 162 – Triệu Phương, Giả Thiệp, Hỗ Tái Hưng, Mạnh Tông Chính, Trương Uy
- Liệt truyện 163 – Uông Nhược Hải, Trương Vận, Liễu Ước, Lý Thuấn Thần, Tôn Phùng Cát, Chương Dĩnh, Thương Phi Khanh, Lưu Dĩnh, Từ Bang Hiến
- Liệt truyện 164 – Lý Tông Miễn, Viên Phủ, Lưu Phất, Vương Cư An
- Liệt truyện 165 – Thôi Dữ Chi, Hồng Tư Quỳ, Hứa Dịch, Trần Cư Nhân, Lưu Hán Bật
- Liệt truyện 166 – Đỗ Phạm, Dương Giản, Trương Phục, Lã Ngọ
- Liệt truyện 167 – Ngô Xương Duệ, Uông Cương, Trần Mật, Vương Đình
- Liệt truyện 168 – Cao Định Tử, Cao Tư Đắc, Trương Trung Thứ, Đường Lân
- Liệt truyện 169 – Lâu Cơ, Thẩm Hoán, Tào Ngạn Ước, Phạm Ứng Linh, Từ Kinh Tôn
- Liệt truyện 170 – Thang Thụ, Tưởng Trọng Trân, Mưu Tử Tài, Chu Tì Tôn, Âu Dương Thủ Đạo
- Liệt truyện 171 – Mạnh Củng, Đỗ Cảo, Vương Đăng, Dương Thiểm, Trương Duy Hiếu, Trầm Hàm
- Liệt truyện 172 – Triệu Nhữ Đàm, Triệu Nhữ Đảng, Triệu Hi Quản, Triệu Ngạn Nột, Triệu Thiện Tương, Triệu Dữ Hoàn, Triệu Nguyện
- Liệt truyện 173 – Sử Di Viễn, Trịnh Thanh Chi, Sử Tung Chi, Đổng Hòe, Diệp Mộng Đỉnh, Mã Đình Loan
- Liệt truyện 174 – Phó Bá Thành, Cát Hồng, Tằng Tam Phục, Hoàng Trù Nhược, Viên Thiều, Nguy Chẩn, Trình Công Hứa, La Tất Nguyên, Vương Toại
- Liệt truyện 175 – Ngô Uyên, Dư Giới, Uông Lập Tín, Hướng Sĩ Bích, Hồ Dĩnh, Lãnh Ứng Trừng, Tào Thúc Viễn, Vương Vạn, Mã Quang Tổ
- Liệt truyện 176 – Kiều Hành Giản, Phạm Chung, Du Tự, Triệu Quỳ, Tạ Phương Thúc
- Liệt truyện 177 – Ngô Tiềm, Trình Nguyên Phượng, Giang Vạn Lý, Vương Dược, Chương Giám, Trần Nghi Trung, Văn Thiên Tường
- Liệt truyện 178 – Tuyên Tăng, Tiết Cực, Trần Quý Nghị, Tằng Tùng Long, Trịnh Tính Chi, Lý Minh Phục, Trâu Ứng Long, Dư Thiên Tích, Hứa Ứng Long, Lâm Lược, Từ Vinh Tẩu, Biệt Chi Kiệt, Lưu Bá Chính, Kim Uyên, Lý Tính Truyền, Trần Vĩ
- Liệt truyện 179 – Vương Bá Đại, Trịnh Thái, Ứng 亻繇, Từ Thanh Tẩu, Lý Tằng Bá, Vương Dã, Thái Kháng, Trương Bàn, Mã Thiên Kí, Chu Dập, Nhiêu Hổ Thần, Đới Khánh Khả, Bì Long Vinh, Trần Viêm
- Liệt truyện 180 – Dương Đống, Diêu Hi Đắc, Bao Khôi, Thường Đĩnh, Trần Tông Lễ, Thường Mậu, Gia Huyễn Ông, Lý Đình Chi
- Liệt truyện 181 – Lâm Huân, Lưu Tài Thiệu, Hứa Hãn, Ứng Mạnh Minh, Tằng Tam Sính, Từ Kiều, Độ Chính, Trình Tất, Ngưu Đại Niên, Trần Trọng Vi, Lương Thành Đại, Lý Tri Hiếu
- Liệt truyện 182 – Ngô Vịnh, Từ Phạm, Lý Thiều, Vương Mại, Sử Di Củng, Trần Huân, Triệu Dữ 𥲅, Lý Đại Đồng, Hoàng Tuần, Dương Đại Dị
- Liệt truyện 183 – Lục Trì Chi, Từ Lộc Khanh, Triệu Phùng Long, Triệu Nhữ Đằng, Tôn Mộng Quan, Hồng Thiên Tích, Hoàng Sư Ung, Từ Nguyên Kiệt, Tôn Tử Tú, Lý Bá Ngọc
- Liệt truyện 184 – Lưu Ứng Long, Phan Phương, Hồng Cần, Triệu Cảnh Vĩ, Phùng Khứ Phi, Từ Lâm, Từ Tông Nhân, Nguy Chiêu Đức, Trần Khải, Dương Văn Trọng, Tạ Phương Đắc
- Liệt truyện 185 Tuần lại – Trần Tĩnh, Trương Luân, Thiệu Diệp, Thôi Lập, Lỗ Hữu Khai, Trương Dật, Ngô Tuân Lộ, Triệu Thượng Khoan, Cao Phú, Trình Sư Mạnh, Hàn Tấn Khanh, Diệp Khang Trực
- Liệt truyện 186 Đạo học nhất – Chu Đôn Di, Trình Hạo, Trình Di, Trương Tái, Thiệu Ung
- Liệt truyện 187 Đạo học nhị – Lưu Huyến, Lý Dụ, Tạ Lương Tá, Du Tạc, Trương Dịch, Tô Bính, Doãn Đôn, Dương Thì, La Tùng Ngạn, Lý Đồng
- Liệt truyện 188 Đạo học tam – Chu Hi, Trương Thức
- Liệt truyện 189 Đạo học tứ – Hoàng Cán, Lý Phần, Trương Hiệp, Trấn Thuần, Lý Phương Tử, Hoàng Hạo
- Liệt truyện 190 Nho lâm nhất – Niếp Sùng Nghĩa, Hình Bính, Tôn Thích, Vương Chiêu Tố, Khổng Duy, Khổng Nghi, Thôi Tụng, Doãn Chuyết, Điền Mẫn, Tân Văn Duyệt, Lý Giác, Thôi Di Chính, Lý Chi Tài
- Liệt truyện 191 Nho lâm nhị – Hồ Đán, Cổ Đồng, Lưu Nhan, Cao Biện, Tôn Phục, Thạch Giới, Hồ Viện, Lưu Hi Tẩu, Lâm Khái, Lý Cấu, Hà Thiệp, Vương Hồi, Chu Nghiêu Khanh, Vương Đương, Trần Dương
- Liệt truyện 192 Nho lâm tam – Thiệu Bá Ôn, Dụ Xư, Hồng Hưng Tổ, Cao Kháng, Trình Đại Xương, Lâm Chi Kì, Lâm Quang Triêu, Dương Vạn Lý
- Liệt truyện 193 Nho lâm tứ – Lưu Tử Huy, Lã Tổ Khiêm, Thái Nguyên Định, Lục Cửu Linh, Lục Cửu Uyên, Tiết Quý Tuyên, Trần Phó Lương, Diệp Quát, Đới Khê, Thái Ấu Học, Dương Thái Chi
- Liệt truyện 194 Nho lâm ngũ – Phạm Xung, Chu Chấn, Hồ An Quốc
- Liệt truyện 195 Nho lâm lục – Trần Lượng, Trịnh Tiều, Lý Đạo Truyền
- Liệt truyện 196 Nho lâm thất – Trình Huýnh, Lưu Thanh Chi, Chân Đức Tú, Ngụy Liễu Ông, Liêu Đức Minh
- Liệt truyện 197 Nho lâm bát – Thang Hán, Hà Cơ, Vương Bá, Từ Mộng Sân, Lý Tâm Truyền, Diệp Vị Đạo, Vương Ứng Lân, Hoàng Chấn
- Liệt truyện 198 Văn uyển nhất – Tống Bạch, Lương Chu Hàn, Chu Ngang, Triệu Lân Kỉ, Trịnh Khởi, Hòa Hiện, Phùng Cát
- Liệt truyện 199 Văn uyển nhị – Cao Địch, Lý Độ, Hàn Phổ, Cúc Thường, Tống Chuẩn, Liễu Khai, Hạ Hầu Gia Chính, La Xử Ước, An Đức Dụ, Tiền Hi
- Liệt truyện 200 Văn uyển tam – Trần Sung, Ngô Thục, Hoàng Di Giản, Từ Huyễn, Câu Trung Chính, Tằng Trí Nghiêu, Điêu Khản, Diêu Huyễn, Lý Kiến Trung, Hồng Trạm, Lộ Chấn, Thôi Tuân Độ, Trần Việt
- Liệt truyện 201 Văn uyển tứ – Mục Tu, Thạch Diên Niên, Tiêu Quán, Tô Thuấn Khâm, Doãn Nguyên, Hoàng Kháng, Hoàng Giám, Dương Bàn, Nhan Thái Sơ, Quách Trung Thứ
- Liệt truyện 202 Văn uyển ngũ – Mai Nghiêu Thần, Giang Hưu Phục, Tô Tuân, Chương Vọng Chi, Vương Phùng, Tôn Đường Khanh, Đường Canh, Văn Đồng, Dương Kiệt, Hạ Chú, Lưu Kính, Bảo Do, Hoàng Bá Tư
- Liệt truyện 203 Văn uyển lục – Hoàng Đình Kiên, Triều Bổ Chi, Tần Quan, Trương Lỗi, Trần Sư Đạo, Lý Trĩ, Lưu Thứ, Vương Vô Cữu, Thái Triệu, Lý Cách Phi, Lã Nam Công, Quách Tường Chính, Mễ Phất, Lưu Sân, Nghê Đào, Lý Công Lân, Chu Bang Ngạn, Chu Trường Văn, Lưu Yểm
- Liệt truyện 204 Văn uyển thất – Trần Dữ Nghĩa, Uông Tảo, Diệp Mộng Đắc, Trình Câu, Trương Niết, Hàn Câu, Chu Đôn Nho, Cát Thắng Trọng, Thái Khắc, Trương Tức Chi
- Liệt truyện 205 Trung nghĩa nhất – Khang Bảo Duệ, Mã Toại, Đổng Nguyên Hanh, Tào Cận, Tô Giam, Tần Truyền Tự, Chiêm Lương Thần, Lý Nhược Thủy, Lưu Cáp, Phó Sát, Dương Chấn, Trương Khắc Tiển, Trương Xác, Chu Chiêu, Sử Kháng, Tôn Ích
- Liệt truyện 206 Trung nghĩa nhị – Hoắc An Quốc, Lý Quyên, Lý Mạc, Từ Quỹ, Trần Cấu, Triệu Bất Thí, Triệu Lệnh Thình, Đường Trọng, Từ Huy Ngôn, Hướng Tử Thiều, Dương Bang Nghệ
- Liệt truyện 207 Trung nghĩa tam – Tằng Cố, Lưu Cấp, Trịnh Tương, Lã Do Thành, Quách Vĩnh, Hàn Hạo, Âu Dương Tuần, Trương Trung Phụ, Lý Ngạn Tiên, Triệu Lập, Vương Trung Thực, Đường Kì, Lý Chấn, Trần Cầu Đạo
- Liệt truyện 208 Trung nghĩa tứ – Thôi Túng, Lâm Xung Chi, Đằng Mậu Thật, Ngụy Hành Giả, Diêm Tiến, Triệu Sư Giả, Dịch Thanh, Hồ Bân, Phạm Vượng, Mã Tuấn, Dương Chấn Trọng, Cao Giá, Tào Hữu Văn, Trần Dần, Hứa Bưu Tôn, Trần Long Chi, Vương Dực, Lý Thành Chi
- Liệt truyện 209 Trung nghĩa ngũ – Trần Nguyên Quế, Trương Thuận, Phạm Thiên Thuận, Ngưu Phú, Biên Cư Nghị, Trần Chiếu, Doãn Ngọc, Lý Phất, Doãn Cốc, Triệu Mão Phát, Đường Chấn, Triệu Dữ Trạch, Triệu Hoài
- Liệt truyện 210 Trung nghĩa lục – Triệu Lương Thuần, Khương Tài, Mã Kí, Mật Hữu, Trương Thế Kiệt, Lục Tú Phu, Từ Ứng Tiêu, Trần Văn Long, Đặng Đắc Ngộ, Trương Giác
- Liệt truyện 211 Trung nghĩa thất – Cao Mẫn, Cảnh Tư Trung, Vương Kì, Trang Hưng Tổ, Quách Hử, Ngô Cách, Lý Dực, Triệu Sĩ Long, Trần Thối, Hoàng Hữu, Hác Trọng Liên, Lưu Duy Phụ, Ngưu Hạo, Ngụy Ngạn Minh, Lưu Sĩ Anh, Trạch Hưng, Chu Tất, Cung Tiếp, Lăng Đường Tá, Dương Túy Trung, Cường Nghê, Quách Soạn, Tư Mã Mộng Cầu, Lâm Không Tề, Hoàng Giới, Tôn Ích, Vương Tiên, Ngô Sở Tài, Lý Thành Đại, Đào Cư Nhân
- Liệt truyện 212 Trung nghĩa bát – Cao Vĩnh Niên, Cúc Tự Phục, Tôn Chiêu Viễn, Tằng Hiếu Tự, Triệu Bá Chấn, Vương Sĩ Ngôn, Tiết Khánh, Tôn Huy, Tống Xương Tộ, Lý Chánh, Khương Thụ, Lưu Tuyên, Khuất Kiên, Trịnh Đàm, Diêu Hưng, Trương Kỉ, Trần Hanh Tổ, Vương Củng, Lưu Thái, Tôn Phùng, Lưu Hóa Nguyên, Hồ Đường Lão, Vương Trù, Lưu Yến, Trịnh Chấn, Mạnh Ngạn Khanh, Cao Đàm, Liên Vạn Phu, Vương Đại Thọ, Tiết Lương Hiển, Đường Mẫn Cầu, Vương Sư Đạo
- Liệt truyện 213 Trung nghĩa cửu – Triệu Thì Thưởng, Triệu Hi Kịp, Lưu Tử Tiến, Lã Văn Tín, Chung Quý Ngọc, Cảnh Thế An, Đinh Phủ, Mễ Lập, Hầu Bức, Vương Hiếu Trung, Cao Ứng Tùng, Hoàng Thân, Trần Thát, Tiêu Lôi Long, Tống Ứng Long, Trâu Tốc, Hà Thì, Lưu Sĩ Chiêu
- Liệt truyện 214 Trung nghĩa thập – Trần Đông, Âu Dương Triệt, Mã Thân, Lã Tổ Kiệm, Lã Tổ Thái, Dương Hoành Trung, Hoa Nhạc, Đặng Nhược Thủy, Tăng Chân Bảo, Mạc Khiêm Chi, Từ Đạo Minh
- Liệt truyện 215 Hiếu nghĩa – Lý Lân, Từ Thừa Khuê, Lưu Hiếu Trung, Lã Thăng, La Cư Thông, Tề Đắc Nhất, Lý Hãn Trừng, Hình Thần Lưu, Hứa Tộ, Hồ Trọng Nghiêu, Trần Căng, Hồng Văn Phủ, Dịch Diên Khánh, Đổng Đạo Minh, Quách Tông, Cố Hãn, Chu Thái, Thành Tượng, Trần Tư Đạo, Phương Cương, Bành Thiên Hựu, Lưu Bân, Phiền Cảnh Ôn, Kì Vĩ, Hà Bảo Chi, Lý Tần, Hầu Nghĩa, Vương Quang Tể, Giang Bạch, Cừu Thừa Tuân, Thường Chân, Đỗ Nghị, Diêu Tông Minh, Đặng Trung Hòa, Mao An Dư, Lý Phỏng, Chu Thọ Xương, Hầu Khả, Thân Tích Trung, Hác Diễn, Chi Tiệm, Đặng Tông Cổ, Thẩm Tuyên, Tô Khánh Văn, Ngưỡng Hãn, Triệu Bá Thẩm, Bành Du, Mao Tuân, Dương Khánh, Trần Tông Quách Nghĩa, Thân Thế Ninh, Cẩu Dữ Linh, Vương Châu, Nhan Hủ, Trương Bá Uy, Thái Định, Trịnh Khỉ
- Liệt truyện 216 Ẩn dật thượng – Thích Đồng Văn, Trần Đoàn, Chủng Phóng, Vạn Quát, Lý Độc, Ngụy Dã, Hình Đôn, Lâm Bô, Cao Dịch, Từ Phục, Khổng Mân, Hà Quần
- Liệt truyện 217 Ẩn dật trung – Vương Tiều, Trương Dũ, Hoàng Hi, Chu Khải Minh, Đại Uyên, Trần Liệt, Tô Mưu, Lưu Dịch, Khương Tiềm, Liên Thứ, Chương Sát, Du Nhữ Thượng, Dương Hiếu Bổn, Đặng Khảo Phủ, Vũ Văn Chi Thiệu, Ngô Anh, Tùng Giang ngư ông, Đỗ Sinh, Thuận Xương sơn nhân, Nam An Ông, Trương 
- Liệt truyện 218 Ẩn dật hạ/Trác hành – Từ Trung Hành, Tô Vân Khanh, Tiếu Định, Vương Trung Dân, Lưu Miễn Chi, Hồ Hiến, Quách Ung, Lưu Ngu, Ngụy Thiểm Chi, An Thế Thông/Lưu Đình Thức, Sào Cốc, Từ Tích, Tằng Thúc Khanh, Lưu Vĩnh Nhất
- Liệt truyện 219 Liệt nữ - Chu Nga, Trương thị, Bành liệt nữ, Hác Tiết Nga, Chu thị, Thôi thị, Triệu thị, Đinh thi, Hạng thị, Vương thị nhị phụ, Từ thị, Vinh thị, Hà thị, Đổng thị, Đàm thị, Lưu thị, Trương thị, Sư thị, Trần Đường Tièn, tiết phụ Lưu thị, Lưu Đương Khả mãu, Tằng thị phụ, Vương Mậu thê, Đồ Đoan Hữu the, Chiêm thị nữ, Lưu Sinh thê, Tạ Tất thê, Tạ Phương Đắc thê, Vương trinh phụ, Triệu Hoài thiếp, Đàm thị phụ, Ngô Trung Phu thê, Lã Trọng Thù nữ, Lâm Lão nữ, Đồng thị nữ, Hàn thị nữ, Vương thị phụ, Lưu Đồng tử thê
- Liệt truyện 220 Phương kĩ thượng – Triệu Tu Kỉ, Vương Xử Nột, Miêu Huấn, Mã Thiều, Sở Chi Lan, Hàn Hiển Phù, Sử Tự, Chu Khắc Minh, Lưu Hàn, Vương Hoài Ẩn, Triệu Tự Hóa, Phùng Văn Trí, Sa Môn Hồng Uẩn, Tô Trừng Ẩn, Đinh Thiểu Vị, Triệu Tự Nhiên
- Liệt truyện 221 Phương kĩ hạ – Hạ Lan Tê Chân, Sài Thông Huyền, Chân Tê Chân, Sở Diễn, Tăng Chí Ngôn, Tăng Hoài Bính, Hứa Hi, Bàng An Thì, Tiền Ất, Tăng Trí Duyên, Quách Thiên Tín, Ngụy Hán Tân, Vương Lão Chí, Vương Tử Tích, Lâm Linh Tố, Hoàng Phủ Thản, Vương Khắc Minh, Toa Y đạo nhân, Tôn Thủ Vinh
- Liệt truyện 222 Ngoại thích thượng – Đỗ Thẩm Kì, Hạ Lệnh Đồ, Vương Kế Huân, Lưu Tri Tín, Lưu Văn Dụ, Lưu Mĩ, Quách Sùng Nhân, Dương Cảnh Tông, Phù Duy Trung, Sài Tông Khánh, Trương Nghiêu Tá
- Liệt truyện 223 Ngoại thích trung – Vương Dĩ Vĩnh, Lý Chiêu Lượng, Lý Dụng Hòa, Lý Tuân Úc, Tào Dật, Cao Tuân Dụ, Hướng Truyền Phạm, Trương Đôn Lễ, Nhâm Trạch
- Liệt truyện 224 Ngoại thích hạ – Mạnh Trung Hậu, Vi Uyên, Tiền Thầm, Hình Hoán, Phan Vĩnh Tư, Ngô Ích, Lý Đạo, Trịnh Hưng Duệ, Dương Thứ Sơn
- Liệt truyện 225 Hoạn giả nhất – Đậu Thần Bảo, Vương Nhân Duệ, Vương Kế Ân, Lý Thần Phúc, Lưu Thừa Quy, Diêm Thừa Hàn, Tần Hàn, Chu Hoài Chính, Trương Sùng Quý, Trương Kế Năng, Vệ Thiệu Khâm, Thạch Tri Ngung, Đặng Thủ Ân
- Liệt truyện 226 Hoạn giả nhị – Dương Thủ Trân, Hàn Thủ Anh, Lam Kế Tông, Trương Duy Cát, Cam Chiêu Cát, Lô Thủ Cần, Vương Thủ Quy, Lý Hiến, Trương Mậu Tắc, Tống Dụng Thần, Vương Trung Chính, Lý Thuấn Cử, Thạch Đắc Nhất, Lương Tùng Cát, Lưu Duy Giản
- Liệt truyện 227 Hoạn giả tam – Lý Tường, Trần Diễn, Phùng Thế Ninh, Lý Kế Hòa, Cao Cư Giản, Trình Phưởng, Tô Lợi Thiệp, Lôi Doãn Cung, Diêm Văn Ứng, Nhâm Thủ Trung, Đồng Quán, Lương Sư Thành, Dương Tiển
- Liệt truyện 228 Hoạn giả tứ – Thiệu Thành Chương, Lam Khuê, Phùng Ích, Trương Khứ Vi, Trần Nguyên, Cam Biện, Vương Đức Khiêm, Quan Lễ, Đổng Tống Thần
- Liệt truyện 229 Nịnh hạnh – Nhị Đức Siêu, Hầu Mạc Trần Lợi Dụng, Triệu Tán, Vương Phủ, Chu Miễn, Vương Kế Tiên, Tằng Địch, Trương Duyệt, Vương Biến, Khương Đặc Lập
- Liệt truyện 230 Gian thần nhất – Thái Xác, Hình Thứ, Lã Huệ Khanh, Chương Dôn, Tằng Bố, An Đôn
- Liệt truyện 231 Gian thần nhị – Sái Kinh, Triệu Lương Tự
- Liệt truyện 232 Gian thần tam – Hoàng Tiềm Thiện, Uông Bá Ngạn, Tần Cối
- Liệt truyện 233 Gian thần tứ – Mặc Sĩ Tiết, Hàn Thác Trụ, Đinh Đại Toàn, Giả Tự Đạo
- Liệt truyện 234 Phán thần thượng – Trương Bang Xương, Lưu Dự, Miêu Phó, Đỗ Sung, Ngô Hi
- Liệt truyện 235 Phán thần trung – Lý Toàn thượng
- Liệt truyện 236 Phán thần hạ – Lý Toàn hạ
- Liệt truyện 237 Thế gia nhất - Nam Đường Lý thị
- Liệt truyện 238 Thế gia nhị - Tây Thục Mạnh thị
- Liệt truyện 239 Thế gia tam – Ngô Việt Tiền thị
- Liệt truyện 240 Thế gia tứ - Nam Hán Lưu thị
- Liệt truyện 241 Thế gia ngũ - Bắc Hán Lưu thị
- Liệt truyện 242 Thế gia lục - Hồ Nam Chu thị, Kinh Nam Cao thị, Chương Tuyền Lưu thị, Trần thị
- Liệt truyện 243 Chu tam thần – Hàn Thông, Lý Quân, Lý Trọng Tiến
- Liệt truyện 244 Ngoại quốc nhất – Hạ quốc thượng
- Liệt truyện 245 Ngoại quốc nhị – Hạ quốc hạ
- Liệt truyện 246 Ngoại quốc tam – Cao Ly
- Liệt truyện 247 Ngoại quốc tứ – Giao Chỉ, Đại Lý
- Liệt truyện 248 Ngoại quốc ngũ – Chiêm Thành, Chân Lạp, Bồ Cam, Mạc Lê, Tam Phật Tề, Đồ Bà, Bột Nê, Chú Liễn, Đan Mi Lưu
- Liệt truyện 249 Ngoại quốc lục – Thiên Trúc, Vu Điền, Cao Xương, Hồi Cốt, Đại Thực, Tằng Đàn, Quy Từ, Sa Châu, Phất Lâm
- Liệt truyện 250 Ngoại quốc thất – Lưu Cầu Quốc, Định An Quốc, Bột Hải Quốc, Nhật Bản Quốc, Đảng Hạng
- Liệt truyện 251 Ngoại quốc bát – Thổ Phồn
- Liệt truyện 252 Man Di nhất - Tây Nam Khê Đồng chư man thượng
- Liệt truyện 253 Man Di nhị - Tây Nam Khê Đồng chư man hậ, Mi Sơn Đồng, Thành Huy Chau, Nam Đan Châu
- Liệt truyện 254 Man Di tam - Phủ Thùy Châu, Quảng Nguyên Châu, Lê Đõng, Hoàn Châu
- Liệt truyện 255 Man Di tứ - Tây Nam chư di, Lê Châu chư man, Tự Châu tam lộ man, Uy Mậu Du Châu man, Kiềm Phù Thi Cao Kiêu Ngoại chư man, Lô Châu man

## Ý nghĩa với việc nghiên cứu lịch sử Việt Nam
- Quyển 488 Liệt truyện thứ 247 Ngoại quốc thứ 4 ghi về Giao Chỉ và Đại Lý.[1]
- Tống sử là bộ sử đầu tiên trong bộ Nhị thập tứ sử của Trung Quốc công nhận sự độc lập của các triều đình ở Việt Nam. Là một người Mông Cổ, Thoát Thoát và nhóm biên soạn đã từ bỏ sự khinh miệt của các triều đại phong kiến Trung Quốc với các dân tộc phía Nam và giành hẳn một thiên trong liệt truyện viết về Việt Nam (Giao Chỉ) và Đại Lý.
- Phần chép về lịch sử Việt Nam buổi đầu dựng nước của Thoát Thoát cũng rất gần với những ghi chép của các văn bản chính sử của Việt Nam như Đại Việt sử lược, Đại Việt sử ký toàn thư và nhận được sự khen ngợi của các học giả Việt Nam. Phần này Thoát Thoát chép từ lúc Khúc Thừa Mỹ cai quản Đại Việt cho đến khi nhà Trần thành lập.
- Tống sử ghi nhận các sự kiện từ thời Dương Diên Nghệ cho đến khi nhà Đinh thành lập và vua Đinh Tiên Hoàng được phong tước Giao Chỉ quận vương năm 975. Nội dung Liệt truyện tập trung vào các sự kiện thời nhà Tiền Lê và nhà Lý. Liệt truyện kết thúc năm 1272 sau khi phong tước cho vua Trần Thái Tông và Trần Thánh Tông.